# Epidemia de viruela en Japón
La epidemia de Tenpyō (天平の疫病大流行 Tenpyō no Ekibyō Dairyūkō?) fue una importante epidemia de viruela que afectó a gran parte de Japón entre los años 735 y 737. Con la muerte de aproximadamente un tercio de toda la población japonesa, la epidemia tuvo importantes repercusiones sociales, económicas y religiosas en todo el país.

## Orígenes
Unos decenios antes del brote, los funcionarios de la corte japonesa habían adoptado la política china de notificar los brotes de enfermedades entre la población general. Esta práctica de registro facilitó enormemente la identificación de la viruela como la enfermedad que afectó a Japón durante los años 735 a 737.
El aumento del contacto entre Japón y el continente asiático había dado lugar a brotes más frecuentes y graves de enfermedades infecciosas. Se registró que la epidemia de viruela de los años 735-737 se había apoderado alrededor del mes de agosto de 735  en la ciudad de Dazaifu, Fukuoka, en el norte de Kyushu, donde la infección había sido ostensiblemente portada por un pescador japonés que había contraído la enfermedad después de haber quedado varado en la península de Corea.  La enfermedad se propagó rápidamente por todo el norte de Kyushu ese año, y persistió en el siguiente. Hacia el año 736, muchos arrendatarios de tierras en Kyushu estaban muriendo o abandonando sus cosechas, lo que provocó un bajo rendimiento agrícola y, en última instancia, la hambruna.
Además, en el año 736, un grupo de funcionarios del gobierno japonés pasó por el norte de Kyushu mientras la epidemia se intensificaba. Al enfermar y morir los miembros del grupo, este abandonó su pretendida misión en la península coreana. Al regresar a la capital con la viruela, los funcionarios supuestamente habían propagado la enfermedad al este de Japón y a Nara.  La enfermedad siguió haciendo estragos en el Japón en 737. Una manifestación del gran impacto de la pandemia fue que para agosto de 737, se había extendido una exención de impuestos a todo Japón.
Sobre la base de los informes fiscales, la mortalidad de adultos por la epidemia de viruela de 735-737 se ha estimado en un 25%-35% de toda la población de Japón, y en algunas zonas se registraron tasas mucho más altas. Todos los niveles de la sociedad se vieron afectados. Muchos nobles de la corte perecieron a causa de la viruela en el año 737, incluidos los cuatro hermanos del políticamente poderoso clan Fujiwara: Fujiwara no Muchimaro (680-737), Fujiwara no Fusasaki (681-737), Fujiwara no Umakai (694-737), y Fujiwara no Maro (695-737). Su repentina salida de la corte real permitió el ascenso de su notable rival Tachibana no Moroe a un alto cargo oficial en la corte del emperador Shōmu Tennō.
La epidemia no solo mató a un gran segmento de la población, sino que desencadenó una importante dislocación, migración y desequilibrio de la mano de obra en todo Japón. Los más afectados fueron la construcción y la agricultura, especialmente el cultivo de arroz.

## Consecuencias

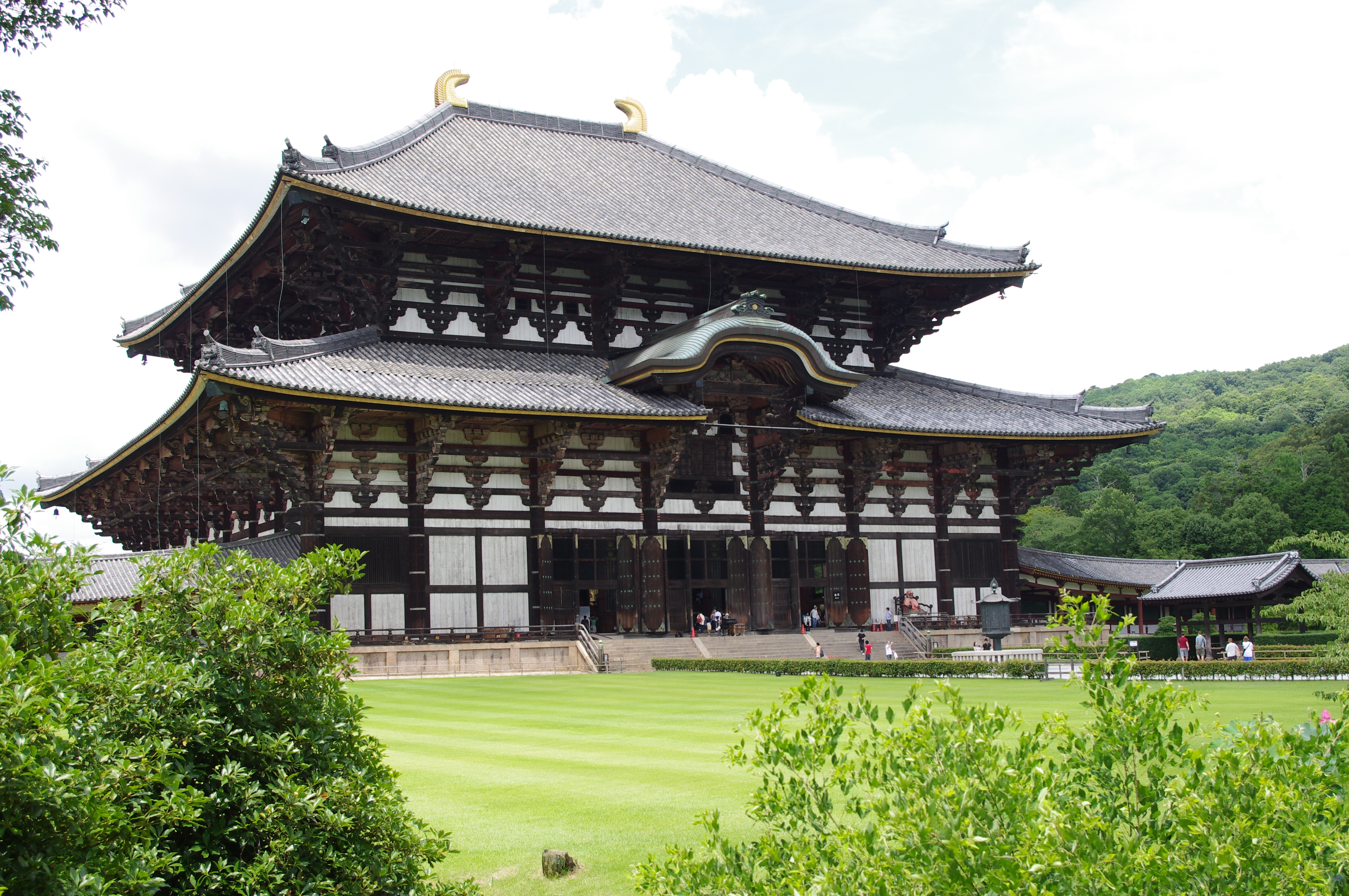
El Daibutsu-den de Tōdai-ji.

Además de conceder exenciones fiscales, los nobles de Japón adoptaron otras medidas sin precedentes en respuesta a los efectos de la epidemia para ayudar a frenar la migración generalizada de la población y revitalizar las comunidades agrícolas. Por ejemplo, varios años después de que la epidemia de viruela hubiera seguido su curso, los dirigentes japoneses trataron de estimular la productividad agrícola ofreciendo la propiedad privada de la tierra a quienes estuvieran dispuestos a trabajar las tierras de cultivo.
También por esta época el emperador Shōmu, que se sintió personalmente responsable de la tragedia, incrementó enormemente el apoyo oficial al budismo al encargar la construcción del gran templo Tōdai-ji y su Daibutsu, y proporcionó un importante apoyo financiero para la construcción de otros templos provinciales (el kokubunji (国分寺)), estatuas y estructuras religiosas relacionadas en todo el país. Se dice que el coste de fundir el Daibutsu por sí solo estuvo a punto de llevar al país a la bancarrota.
En los siglos siguientes, Japón siguió sufriendo epidemias de viruela. Pero a principios del segundo milenio, la viruela se volvió endémica para la población japonesa y por lo tanto menos devastadora durante los brotes.